# Свети Прокопий (Бер)
„Свети Прокопий“ (на гръцки: Άγιος Προκόπιος) е средновековна православна църква в южномакедонския град Бер (Верия), Егейска Македония, Гърция. Храмът е част от енория „Сретение Господне“.

## История
Църквата е издигната в XIV век като еднокорабен храм с дървен покрив. След архитектурни интервенции до началото на XVII век е превърната в трикорабна базилика. Във вътрешността са запазени забележителни ценни стенописи от края на XIV век върху западната стена на първоначалния храм. В 1589 и 1607 година храмът е изписан отново с ценни стенописи – Рождество, Благовещение, Възнесение и други. В църквата се пазят и много ценни икони.